# Lovro Šturm
Lovro Šturm, slovenski pravnik in politik, * 19. maj 1938, Ljubljana, † 2. december 2021, Ljubljana.
Lovro Šturm je bil med 25. junijem in 19. decembrom 1998 ustavni sodnik ter od 25. aprila 1997 do 30. oktober 1998 predsednik Ustavnega sodišča Slovenije. Med 7. junijem in 30. novembrom 2000 je bil minister za šolstvo in šport Republike Slovenije. Med 3. decembrom 2004 in 21. novembrom 2008 je bil minister za pravosodje Republike Slovenije. Od novembra 2011 do januarja 2016 je bil predsednik Zbora za republiko.
Bil je redni profesor za upavno pravo na ljubljanski pravni fakulteti in predstojnik Inštutita za javno upravo PF, kasneje imenovan za zaslužnega profesorja ljubljanske univerze (2013). 
Za izjemen prispevek pri uveljavljanju pravne države, ustavnosti in ustavne znanosti je 2020 prejel srebrni red za zasluge RS.